# Eriophora poecila
Eriophora poecila là một loài nhện trong họ Araneidae.
Loài này thuộc chi Eriophora. Eriophora poecila được miêu tả năm 1994 bởi Zhu & Jia-Fu Wang.